# Бомбардир (футбол)
Бомбардир — усталений епітет для футболіста (нападника), який забиває багато голів. Частіше за все бомбардирами називають футболістів, які за кількістю забитих м'ячів встановлюють певний рекорд: рекорд змагань («найкращій бомбардир Чемпіонату світу 2002 року», «найкращий бомбардир вищих дивізіонів національних футбольних чемпіонатів країн УЄФА — володар золотого бутса УЄФА»), рекорд сезону («найкращий бомбардир сезону 1995/1996 чемпіонату України»), рекорд клубу („найкращий бомбардир «Ювентуса» всіх часів“) чи національної збірної тощо. В менш формальному контексті такого футболіста можуть також назвати голеадором. Рідше слово «бомбардир» вживають як синонім слів «нападник» чи «форвард», позначаючи таким чином спеціалізацію футболіста, а не його виняткову продуктивність.

## Іншими мовами
- Англійською: shooter чи scorer.
- Іспанською: goleador.
- Італійською: cannoniere чи marcatore.
- Французькою: buteur.

## Найкращі бомбардиричемпіонатів світу
| Рік  | Гравець                  | Збірна         | Голів |
| 1930 | Гільєрмо Стабіле         | Уругвай        | 8     |
| 1934 | Олдржих Неєдли           | Чехословаччина | 5     |
| 1938 | Леонідас да Сілва        | Бразилія       | 7     |
| 1950 | Адемір Маркеш ді Менезеш | Бразилія       | 9     |
| 1954 | Шандор Кочиш             | Угорщина       | 11    |
| 1958 | Жюст Фонтен              | Франція        | 13    |
| 1962 | Вава                     | Бразилія       | 4     |
| 1962 | Гаррінча                 | Бразилія       | 4     |
| 1962 | Леонел Санчес            | Чилі           | 4     |
| 1962 | Флоріан Альберт          | Угорщина       | 4     |
| 1962 | Валентин Іванов          | СРСР           | 4     |
| 1962 | Дражан Єрковіч           | Югославія      | 4     |
| 1966 | Еусебіо                  | Португалія     | 9     |
| 1970 | Ґерд Мюллер              | ФРН            | 10    |
| 1974 | Гжегож Лято              | Польща         | 7     |
| 1978 | Маріо Кемпес             | Аргентина      | 6     |
| 1982 | Паоло Россі              | Італія         | 6     |
| 1986 | Ґарі Лінекер             | Англія         | 6     |
| 1990 | Сальваторе Скілаччі      | Італія         | 6     |
| 1994 | Олег Саленко             | Росія          | 6     |
| 1994 | Христо Стоїчков          | Болгарія       | 6     |
| 1998 | Давор Шукер              | Хорватія       | 6     |
| 2002 | Роналду                  | Бразилія       | 8     |
| 2006 | Мірослав Клозе           | Німеччина      | 5     |
| 2010 | Томас Мюллер             | Німеччина      | 5     |
| 2010 | Давід Вілья              | Іспанія        | 5     |
| 2010 | Веслі Снейдер            | Нідерланди     | 5     |
| 2010 | Дієго Форлан             | Уругвай        | 5     |